# Dolomedes elegans
Espèce
Dolomedes elegans est une espèce d'araignées aranéomorphes de la famille des Dolomedidae.

## Distribution
Cette espèce est endémique de Guyane.

## Description
Le mâle mesure 9 mm et la femelle 14 mm.

## Systématique et taxinomie
Cette espèce a été décrite par Taczanowski en 1874.

## Publication originale
- Taczanowski, 1874 : « Les aranéides de la Guyane française. » Horae Societatis entomologicae Rossicae, vol. 10, p. 56-115 (texte intégral).